# Academia Angolana de Letras
Academia Angolana de Letras (AAL) é uma associação privada sem fins lucrativos, de carácter cultural e científico. É também uma instituição literária que possui na sua guarida a responsabilidade pela edição de obras de grande valor histórico e literário nacional.

## Objetivos
A AAL tem como objetivo questões como o ensino, estudo e incentivo da língua portuguesa e das línguas nacionais, assim como relação entre elas.

## História
Com o seu estatuto editado no Diário da República n.º57 III Série de 28 de Março de 2016, teve como outorgantes constituintes os escritores angolanos Henrique Lopes Guerra, António Botelho de Vasconcelos e Boaventura Silva Cardoso, tendo como patrono o primeiro Presidente da República de Angola, Agostinho Neto.
A mesa de constituição e instalação deu-se em 15 de setembro de 2016, e era composta da seguinte forma: Presidente da Mesa da Assembleia Geral – Pepetela; Vice-Presidente da Mesa da Assembleia Geral – João Melo; Secretário da Mesa da Assembleia Geral – José Luís Mendonça; Presidente do Conselho de Administração – Boaventura Silva Cardoso; Vice-Presidente do Conselho de Administração – Luís Kandjimbo; Vogal do Conselho de Administração – Rosário Marcelino; Presidente do Conselho Científico – Paulo de Carvalho; Presidente do Conselho Fiscal – Henrique Lopes Guerra; Secretário do Conselho Fiscal – Almerindo Jaka Jamba; Relator do Conselho Fiscal – António Quino.
O primeiro presidente eleito da ALL foi Boaventura Silva Cardoso, exercendo mandato entre 2016 e 2020. Foi sucedido na presidência da ALL por Paulo de Carvalho.

## Composição
A AAL possui 43 membros (ou imortais), contando, em sua fundação, com todos os membros-fundadores vivos da União dos Escritores Angolanos. Em sua fundação, apenas duas imortais eram mulheres – Maria Eugénia Neto e Irene Guerra Marques —, com Fátima Viegas ocupando cadeira posteriormente. A cadeira de número 43 pertence unicamente a Agostinho Neto, e deverá permanecer sempre vaga.